# Perithemis
Perithemis is een geslacht van libellen (Odonata) uit de familie van de korenbouten (Libellulidae).

## Soorten
Perithemis omvat 13 soorten:
- Perithemis bella Kirby, 1889
- Perithemis capixaba Costa, De Souza & Muzón, 2006
- Perithemis cornelia Ris, 1910
- Perithemis domitia (Drury, 1773)
- Perithemis electra Ris, 1930
- Perithemis icteroptera (Selys in Sagra, 1857)
- Perithemis intensa Kirby, 1889
- Perithemis lais (Perty, 1834)
- Perithemis mooma Kirby, 1889
- Perithemis parzefalli Hoffmann, 1991
- Perithemis rubita Dunkle, 1982
- Perithemis tenera (Say, 1840)
- Perithemis thais Kirby, 1889